# 月光のカルネヴァーレ

『月光のカルネヴァーレ』（げっこうのカルネヴァーレ）は、2007年1月26日にニトロプラスより発売された18禁PCゲーム。派生作品として漫画化作品が『チャンピオンRED いちご』で掲載後、『月刊チャンピオンRED』2007年4月号 - 2008年2月号に連載され、コミックス全2巻が発売されている。また、小学館ガガガ文庫より全3巻のノベライズ作品が刊行されている。

## 作品の特徴
「美女と野獣」をテーマにした群像劇が描かれた、ゴシックを基調としたゴシックノワールADVとなっている。人狼である主人公のロメオと自動機械人形のアンナを中心に話が展開し、犯罪組織オルマ・ロッサ、対魔特殊部隊・鳥兜（ルパーリア）等の争いに巻き込まれていく。
背景は、実際のイタリアの風景に修正を加えて使用しているところも多い。

## ストーリー
時の流れに取り残され自動機械人形（オートマタ）が観光客を迎える世界一の人形生産地であるベルモント。1年前、過去を捨てた男、ロメオはベルモントへとやってきた。彼は偶然にもゴミ捨て場で1体の壊れた自動機械人形を見つける。記憶喪失だったその自動機械人形はアンナと名づけられ、二人はともにベルモントで暮らすようになる。しかしやがて彼の所属していた組織、「オルマ・ロッサ」の追っ手が現れる。ようやく訪れた平穏な日常を取り戻すため、ロメオは捨てた過去に再び向き合うことになる。

## キャラクター紹介
声の項はゲーム版 / ドラマCD版の順。1人だけの場合はゲーム版のキャストとする。

### 主人公
ロメオ（Romeo）
声 - 香山道伸 / 杉田智和
ベルモントに住むモグリのタクシードライバーだが人当たりが悪く重度の方向音痴なため、乗客との諍いが絶えない。ヘビースモーカー。正体は人狼であり、かつては犯罪組織オルマ・ロッサで殺し屋として活躍していたが、ある事件をきっかけに組織との縁を切った。しかし、ロメオを狙うオルマ・ロッサは再び彼の前に立ちはだかる。
アンナ（Anna）
声 - 雅姫乃 / 高野直子
ゴミ捨て場でロメオに拾われた記憶喪失のオートマタ。紫水晶の瞳を持つ。偶然の出会いからロメオとの共同生活を始め、ジェルマーノ工房で見習いとして働いている。機械でありながら物覚えが悪いが、他の自動機械人形と違い前向きで自由な意思を持っている。
ノエル（Noel）
声 - 成瀬未亜 / 同左
麻薬を密売する少年ギャング・バンビーニの一員として暮らす孤児。かなりの博識で、ロメオに助けられてからは観光ガイドとしてロメオと組んでいる。バンビーニに所属していた時は相手になめられないようにという理由で、男として振る舞っていた。性格は意地っ張りだがガイドとしては有能である。スリをしていたこともあり、手先が器用。
ジェルマーノ（Germano）
声 - 牛柳亀三
ジェルマーノ工房を営む機械工。オートマタや錬金術の知識にも詳しい。ロメオとは互いに悪態をついてはいる仲だが、ロメオの面倒を見、アンナを孫のように可愛がっている。年齢不詳で、その正体はある錬金術師であるとも言われる。

### オルマ・ロッサ
イタリア北部を支配下に置く人狼によって構成されたマフィア。ただし麻薬を扱うことは禁止している。
レベッカ（Rebecca）
声 - 奥田香織 / 百々麻子
オルマ・ロッサの幹部でありシルヴィオの愛人。かつてはロメオ、シルヴィオと共にチームを組んだ中で、ロメオに付き纏う。射撃が得意な為、銃を愛用している。異常な程の甘党。
ヴァレンティーノ（Valentino）
声 - 祭大!
オルマ・ロッサの首領。組織の内外を問わず人望が厚い。息子であるシルヴィオの器量を嘆き、息子同然に接してきたロメオの身を常に案じている。
グリエルモ（Guglielmo）
声 - 一条和矢
オルマ・ロッサの相談役。常に冷静沈着で、組織を第一に考える。
シルヴィオ（Silvio）
声 - 松上九郎左衛門
オルマ・ロッサの副首領。ヴァレンティーノの実子であり、かつてはロメオの親友だった。元々直情的な性格だったが、最近ではロメオ憎しのあまり軽率で危険な言動が多く、次期首領としての素質を父ヴァレンティーノやグリエルモから危ぶまれている。
カルメロ（Carmelo）
声 - 保村真 / 同左
シルヴィオの舎弟の麻薬中毒者。周囲から馬鹿扱いされているものの、頭の回転は決して悪くない。常に持ち歩く鞄から鉈、チェーンソー、電動カッターを取り出して戦う。
マルカントニオ（Marcantonio）
声 - 佐々木大輔
ヴェネツィアを仕切るオルマ・ロッサの幹部。普段は雑貨屋を営む温厚な人物だが、独自に情報網を持ち、時折冷徹な表情を見せる切れ者。
使用人の少年
オルマ・ロッサ本部の屋敷で働く人狼の少年。親が組織の幹部である。シルヴィオに酷い仕打ちを受けたり、屋敷への侵入者に襲われたりと散々な目に遭うことが多い。

### 鳥兜（ルパーリヤ）
教煌庁の対魔特殊部隊。対人狼用兵器としてのオートマタを持つ。ベルモントの裏社会を仕切り、下部組織であるにもかかわらずその影響力は教煌庁にも及ぶ。
イリス（Iris）
声 - 榊るな / 小暮英麻
鳥兜（ルパーリヤ）の一員で、使われていない教会に出没する少女型のオートマタ。虹石の瞳を持つ。性格は無邪気だが残酷。
ペルラ（Perla）
声 - 新内紀里 / 浅川悠
鳥兜（ルパーリヤ）の一員で、真珠の瞳を持つオートマタ。無表情で冷静だが、性格はかなりきつい。いつも懐中時計を手にして時間を正確に計っている。
コルナリーナ（Cornalina）
声 - 海原エレナ / 氷青
鳥兜（ルパーリヤ）の一員で、紅玉髄の瞳を持つオートマタ。約200年前に作られたチェス指し人形として知られている。各界の限られた人間しか相手にしない。性格は高圧的。
ピウス（Pius）
声 - 皇帝
鳥兜（ルパーリヤ）の総監で、浮世離れした言動が目立つ男。人狼を嫌悪しており、特にヴァレンティーノに対しては並々ならぬ敵意を見せる。

### 人形曲馬団チルチェンセス
100年以上前からヨーロッパ各地で興行を行っているオートマタのサーカス団。
ルナリア（Lunaria）
声 - 紅野ミア / 水橋かおり
チルチェンセスで花形として活躍する月長石の瞳を持つオートマタ。身軽で手先も器用であり、時々髪留めを道具として人形劇を演じたりもする。現在の主人であるダヴィデを嫌っており、ロメオとアンナの関係に嫉妬する。
ダヴィデ（Davide）
声 - 比留間京之介
チルチェンセスの団長。独特な風貌と喋り口調で見る者を圧倒する変人で、ルナリアを偏愛している。オートマタを自在に操り、ストリートオルガン（手回しオルガン）を用いて失われた錬金術の技術の片鱗を見せる。
セーリエ3姉妹
ディアトニカ、クロマティカ、ハルモニカの三身一体で曲芸を披露するオートマタ。それぞれ剣、ナイフ、鞭を扱う。3体とも無言。

### その他
イルマ
かつてロメオの恋人だった、ごく普通の女性。これといって目立った特徴も無い。その人となりは冷徹な殺し屋だったロメオに変化を与えていく。
パオロ（Paolo）
声 - 秋山樹
国民的人気の敏腕刑事。常に酒瓶を持ち歩いている。本来は麻薬捜査官だが、満月の夜にベルモントに出没する殺人鬼を捕まえるべくベルモントに赴任させられた。小説版にも登場している。
カリオストロ（Cagliostro）
錬金術師。200年前、ピウスの命令によって錬金術を駆使して時計職人ジャケ・ドローと共に5体の骨董人形を作り出した。
ファビオ（Fabio）
声 - 眞嶋リョウ
少年ギャング・バンビーニのリーダー。飴と鞭な接し方で子分達を率いている。小説版では、元はパロットラのメンバーで、掟を破り制裁のリンチを受けた後パロットラを追い出されている。
ビーチェ（Bice）
声 - 由貴恵
麻薬の運び屋をしている厚化粧の中年女性。
ヴォルペッタ
アンナの友人でオートマタの娼婦。
ジェシカ
冒頭に登場する娼婦。ジェルマーノ工房にオルゴール造りを依頼した縁でロメオと顔見知りになる。イル・モストロの摸倣犯に殺されかける。

## 設定
ベルモント
人口40万人、オートマタ2000体を有するイタリア北部の架空の都市。
人狼
満月の夜に精神の統制がとれなくなり狼男となる存在。人間にその血を与えることで、血を与えられた人間もまた人狼となる。人間を超えた身体能力を持ち、人肉を喰らうことで長寿となるが、人肉を喰らわずとも長寿。驚異的な肉体回復力を持つが、銀によって傷つけられた場合は回復が遅い。

## 主なスタッフ
- シナリオ - 下倉バイオ
- 原画 - 大崎シンヤ
- 音楽 - ZIZZ STUDIO

## 主題歌
テーマソング「嘆きの人形」
歌 - yoko / 作詞 - 江幡育子 / 作曲・編曲 - 上野洋子

## 反響・批評
| 部門名   | Getchu.com |
| -------- | ---------- |
| 総合     | 22位       |
| シナリオ | 20位       |
| 主題歌   | 圏外       |
| 音楽     | 15位       |
| 映像     | 23位       |
| システム | 圏外       |

本作のリリース後、ゲーム作品などの販売を行うGetchu.comにおいて、2007年1月のPCゲームセールスランキングで11位に、同年上半期のPCゲームセールスランキングで50位にランクインしたが、年間セールスランキングでは上位50位以内に入らなかった。2007年に実施されたGetchu.comでの美少女ゲーム人気投票における各部門の順位結果は右に示す通りとなった。同人気投票のヒロイン部門において、本作のキャラクターは圏外となっている。一方、本作はゲーム作品における重厚なストーリー・背景・音楽といった構成要素の完成度が高いことから、メディアミックス化に至っている。
洋泉社が発行した『アニソンマガジン』のゲームソングレビュー集のなかでライターの有村悠は、主題歌「嘆きの人形」のヴォーカルを務めた上野洋子に対し「作品のゴシックな雰囲気を完璧に伝えるトラッドな曲に乗せ、変わらぬクリアヴォイスを披露する職人ぶりには感涙を禁じえない」と肯定的な評価を与えた。

## 派生作品

### 漫画版
- 月光のカルネヴァーレ
  - 原作：ニトロプラス
  - 脚本：下倉バイオ
  - 漫画：隅田かずあさ
  - 秋田書店の『チャンピオンRED』2007年4月号 - 2008年2月号に連載された。コミックス全二巻が発売されている。
    1. 2007年8月21日[13]、ISBN 978-4-25323-281-4
    2. 2008年9月19日[14]、ISBN 978-4-25323-282-1

  - 原作ゲームと同じく下倉バイオが脚本を担当し、主な登場人物も同じだが、数名の新キャラを加えたストーリーは全く別物のパラレル的な作品となっている。

#### 漫画版のキャラクター
ジル
かつて恋人を殺された経歴を持つ吸血鬼。なりゆきからアンナの修復に力を貸す名目でロメオたちの仲間になる。
メテウス
元はダヴィデの自動人形サーカス団に所属していた人造人間（フランケンシュタイン）だったが、アンナとの出会いを機に離反、ロメオたちの仲間になる。

### 小説版
- 月光のカルネヴァーレ 〜白銀のカリアティード〜
  - 原作：ニトロプラス
  - 著：J・さいろー
  - 挿絵：大崎シンヤ
  - 小学館のライトノベルレーベルガガガ文庫より刊行、全三巻。
  - 第一巻：2007年5月24日発売、ISBN 978-4-09-451010-2
  - 第二巻：2007年8月22日発売、ISBN 978-4-09-451022-5
  - 第三巻：2008年4月23日発売、ISBN 978-4-09-451065-2
  - 原作ゲームの外伝に当たる作品。時間軸は（これもパラレルでなければ）原作スタート地点より前に設定されており、自動機械人形の兄妹ノヴェラとフォーラの二人を主軸に話が展開する。ペルラ、シルヴィオ、カルメロ、ノエルといった原作のキャラクターもちらほら登場するが、基本的には脇役である。

#### 小説版のキャラクター
ノヴェラ
緑柱石（スメラルド）の瞳を持つ、双子の自動機械人形の兄。物腰が低く丁寧な性格。不調を抱えた妹のことを気遣い、完全な修理を望んでいる。妹より若干背丈が低い。男娼人形である。
フォーラ
緑柱石（アクアマリーナ）の瞳を持つ、双子の自動機械人形の妹。やや自分勝手な、ある意味お嬢様的な性格。円筒（シリンダ）に問題を抱えており、稀に支離滅裂な言動や記憶の欠損、自我の忘失などを起こす。時折彼女の円筒の調子を見に来るペルラを姉様と慕っている。娼婦人形である。
アレッシオ
イタリア南部出身の黒髪の男。仮面の男（マスケリーノ）の下で働く下っ端。「弾丸（バロットラ）」のお守り役で、ノヴェラとフォーラの兄妹も預かることになる。裏社会での出世を望むが、いまいちチャンスに恵まれない不運な男。銃の腕はなかなかのもの。オルマ・ロッサを「南部の組織が失くした、誇りの美学を残している」と評価し、ひとりの男として彼らと相対することを望んでいるが、彼らの本性は知らない。この作品のメインキャラでは珍しい純粋な人間。
弾丸（パロットラ）の子供たち
パロットラは、ベルモントの孤児達十数人によって構成される少年ギャング。アレッシオを親父（バーボ）と慕い、たくましく生きている。主にリーダーの少年ルーカ、ルーカに信頼を寄せる切れ者の少年リッカルド、台所を預かる少年ニコロ、美人局を行う少女リタなどが居る。ゲームに登場する少年ギャング、バンビーニの構成メンバーのうち、ノエルやファビオなどはもともとここのメンバーだった。
仮面の男（マスケリーノ）
ベルモントの裏社会を支配する謎の富豪。当然偽名。本名はペトルチアーニ。銀の仮面で素顔を隠した、歩くのにも難儀するほどの酷い肥満体の男。彼の組織は教煌庁と繋がっていて、間を繋ぐ使いの役目を果たしているのがペルラである。ノヴェラとフォーラは彼の持ち物であり、失われたはずの錬金術の技術を復活させ、双子の自動機械人形を作り上げたのも彼。かつてカリオストロと共に銀貨（アルジェント）と呼ばれる五体の自動人形を作った人物「ジャケ・ドロー」を自称する。
ガエターノ
仮面の男に仕える執事。アレッシオとボスを繋ぐパイプ役。元々はケチな詐欺師だったらしい。
フランチェスコ
はぐれ者の人狼。"復讐"を果たすためオルマ・ロッサの一員になることを望み、シルヴィオに取り入る。オルマ･ロッサに入ることを望んでいながら彼らが禁忌とする人食いを禁忌とは捉えず、「自然の法則に逆らう愚かな連中」と吐き捨てている。人だけでなく同属すら喰らう、まさしく獣のような男。組織への加入の条件としてシルヴィオからノヴェラとフォーラを攫ってくるように言われ、カルメロと共にベルモントへと向かう。愛用の武器は鋼鉄の鉈（ベイダナ）。

### ドラマCD
狂乱のコンプレアンノ -COMPLEANNO DELLA PAZZIA-
- メーカー：ティームエンタテインメント
- 発売日：2008年5月8日
- 規格番号：KDSD-201[1]
- ゲーム本編終了後のアンナたちの姿を描いたサイドストーリー。
  - CHAPTER:01 aperitivo（アペリティーヴォ）
  - CHAPTER:02 antipasto（アンティパスト）
  - CHAPTER:03 contorno（コントルノ）
  - CHAPTER:04 primo piatto（プリモ・ピアット ）
  - CHAPTER:05 secondo piatto（セコンド・ピアット）
  - CHAPTER:06 caffè（カッフェ）
  - CHAPTER:07 dolce（ドルチェ）
  - CHAPTER:08 digestivo（ディジェスティーヴォ ）
  - CHAPTER EXTRA 復活のパリアッチョ

## 関連商品

### カードゲーム
Lycee
シルバーブリッツのトレーディングカードゲーム、Lyceeに参戦している。収録エキスパンションは、Nitoroplus1.0など。

### 客演作品
ニトロ+ロワイヤル -ヒロインズデュエル-
アンナがプレイアブルキャラクターとして登場。
ニトロプラス ブラスターズ -ヒロインズ インフィニット デュエル-
アンナがプレイアブルキャラクターとして登場。